# Payaso Soleil
Roberto Hernández, mer känd under sina många artistnamn: Payaso Soleil, Soleil, Comando Marino, Quidam och Radical, född 15 oktober 1977 i Michoacán, död 15 september 2022 i distriktet San Isidro utanför San Diego i USA, var en mexikansk fribrottare, entreprenör och MMA-utövare.

## Fribrottningskarriär
Payaso Soleil tränades inom fribrottning av bröderna Bobby och Panchito Villalobos. Tidigt i karriären gick han under namnet Radical, lokalt i Michoacán. Hernández brottades sedan under olika identiteter i Lucha Libre AAA Worldwide sedan år 1994, två år efter förbundets grundade. Som Payaso Soleil var han en del av en grupp clowner som sågs som en komediakt. Karaktären tilldelades av förbundets grundare Antonio Peña. Namnet var inspirerat av den populära mexikanska cirkunen Cirque du Soleil. När gruppen lades ner bytte han namn till bara Soleil. Efter 2002 lämnade han AAA och brottades då mest på oberoende evenemang i området Tlalnepantla de Baz i delstaten Mexiko.
Någonstans kring 2007 gick han över till att använda namnet Quidam. Under det namnet Quidam förlorade han sin mask i en lucha de apuestas-match (mask mot mask) mot Mr. Aguila (känd som Essa Rios från WWE) år 2008 i orten Iguala i delstaten Guerrero. 2010 besegrade han, återigen maskerad, brottaren Katharsis i en match i Mexico Citys storstadsområde. Att åter bära samma mask efter att ha förlorat en sanktionerad lucha de apuestas är något som fribrottningskommissionerna i Mexiko inte tillåter. Vanligtvis utdelas böter och eller avstängning från fribrottning en viss tid, i många fall en flera år lång tidsperiod, och respekteras inte bland andra fribrottare. År 2011 brottades han återigen maskerad som Quidam, i en match mot Super Crazy, också känd från WWE.
Så sent som 2014 brottades han åter under namnet Soleil i Mexico City. Comando Marino var hans senaste karaktär, omaskerad, då han brottades bland annat i det oberoende förbundet Furia de Títanes år 2017. Det är inte känt om han brottats efter 2018, eller om han lade ner karriären därefter.

## MMA-karriär och entreprenörskap
2003 grundade han företaget Radical Hybrid Combat, med konceptet att blanda lucha libre med mixed martial arts. Hernández själv gick aldrig någon professionell MMA-match som registrerats hos databaser, men förbundet var fortfarande aktivt i någon bemärkelse år 2018 då det tränades MMA och boxning. Gymmet hade Hernández i området Azcapotzalco i nordcentrala Mexico City, i ett ekonomiskt bra område.

## Familj och död
Efter ett år av cancer, då han mestadels var sängliggande, avled han 2022.
En äldre bror, Mario Hernández som även brottats under namnet Soleil, är mer känd som Coco Azul. Han lever och har avslutat brottarkarriären. Roberto Hernández hade även en yngre bror, vars riktiga identitet är okänd, något som är vanligt inom Lucha libre där många brottare bär fribrottningsmask traditionsenligt. Den tredje broderns brottarnamn var Dralión, men han har inte varit aktiv sedan 2009.